# General Juan Madariaga
Pour les articles homonymes, voir General Madariaga.
General Juan Madariaga est une localité argentine située dans le partido de General Madariaga, dans la province de Buenos Aires.

## Démographie
La localité compte 18 089 habitants (Indec, 2010), ce qui représente une augmentation de 8 % par rapport au recensement précédent de 2001 qui comptait 16 763 habitants.

## Transports
Sa connexion au réseau routier se fait par la route provinciale 74 qui rejoint la route provinciale 2, la route provinciale interbalnéaire 11 ou la route provinciale 56. Plusieurs services de bus la relient à des villes telles que Buenos Aires, La Plata, Mar del Plata, Pinamar, Villa Gesell, Mar de Ajó, Ayacucho, Tandil et Bahía Blanca. Elle dispose également d'une gare ferroviaire qui fonctionne comme un arrêt intermédiaire du service qui rejoint les gares de Divisadero à Pinamar.

## Religion
| Diocèse  | Mar del Plata            |
| -------- | ------------------------ |
| Paroisse | Sagrado Corazón de Jesús |